# Hubert Stevens
John Hubert Stevens (Lake Placid (New York), 7 maart 1890 - Lake Placid (New York), 26 november 1950) was een Amerikaans bobsleepiloot. Stevens won samen met zijn broer Curtis Stevens in hun woonplaats de olympische gouden medaille in de tweemansbob tijdens de spelen van 1932. Vier jaar tijdens de spelen van 1936 behaalde Stevens de vierde plaats in de viermansbob ditmaal zonder zijn broer Curtis. Stevens zijn oudere broer Paul Stevens won in Lake Placid de zilveren medaille in de viermansbob.

## Resultaten
- Olympische Winterspelen 1932 in Lake Placid  in de tweemansbob
- Olympische Winterspelen 1936 in Garmisch-Partenkirchen 4e in de viermansbob

1932: Hubert Stevens / Curtis Stevens ·
1936: Ivan Brown / Alan Washbond ·
1948: Felix Endrich / Friedrich Waller ·
1952: Andreas Ostler / Lorenz Nieberl ·
1956: Lamberto Dalla Costa / Giacomo Conti ·
1964: Anthony Nash / Robin Dixon ·
1968: Eugenio Monti / Luciano De Paolis ·
1972: Wolfgang Zimmerer / Peter Utzschneider ·
1976: Meinhard Nehmer / Bernhard Germeshausen ·
1980: Erich Schärer / Josef Benz ·
1984: Wolfgang Hoppe / Dietmar Schauerhammer ·
1988: Jānis Ķipurs / Vladimir Kozlov ·
1992: Gustav Weder / Donat Acklin ·
1994: Gustav Weder / Donat Acklin ·
1998: Günther Huber / Antonio Tartaglia en Pierre Lueders / David MacEachern ·
2002: Christoph Langen / Markus Zimmermann ·
2006: André Lange / Kevin Kuske ·
2010: André Lange / Kevin Kuske ·
2014: Beat Hefti / Alex Baumann ·
2018: Francesco Friedrich / Thorsten Margis en Justin Kripps / Alexander Kopacz ·
2022: Francesco Friedrich / Thorsten Margis